# Greyson Chance
Greyson Michael Chance , född 16 augusti 1997 i Wichita Falls, Texas, är en amerikansk sångare, låtskrivare och musiker. Hans mest berömda cover är "Paparazzi" av Lady GaGa som har över 50 miljoner visningar. 
Greyson blev känd via internetsajten YouTube och har fått över 85 miljoner visningar sen han la upp videon på sin kanal i april 2010. Han har även kring 25 miljoner visningar på Greyson Chance VEVO. Han har skrivit två egna låtar, "Stars" och "Broken Hearts". Greyson är inhoppare i en lokal produktion av "Oliver" . Hans debutsingel, "Waiting Outside the Lines," släpptes i oktober 2010. Han har även släppt låten "Unfriend You". Han är den artisten som fick Ellen DeGeneres att skapa eleveneleven, och han blev den första artisten hon skrev kontrakt med.
Hans musikaliska inspirationskällor är Lady Gaga, hans äldre syster och Augustana.
Den 19 juli 2017 kom Chance ut som homosexuell i ett Instagram-inlägg.

## Diskografi
Studioalbum
- 2011 – Hold On 'til the Night

EPs
- 2012 – Truth Be Told, Part 1
- 2016 – Somewhere Over My Head

Singlar
- 2010 – "Waiting Outside the Lines"
- 2011 – "Unfriend You"
- 2011 – "Hold On 'til the Night"
- 2012 – "Take a Look at Me Now"
- 2012 – "Sunshine & City Lights"
- 2014 – "Thrilla In Manila"
- 2015 – "Meridians"
- 2015 – "Afterlife"
- 2016 – "Hit & Run"
- 2016 – "Back on the Wall"
- 2017 – "Low"
- 2018 – "Lighthouse"
- 2018 – "Good as Gold"